# Lenguas suaui
Las lenguas suaui son un grupo de lenguas oceánicas occidentales del subgrupo de Punta Papú, tienen orde básico SOV debido a la influencia de las lenguas papúes vecinas. Esto se considera un cambio tipológico inusual.

## Comparación léxica
Los numerales reconstruidos para diferentes ramas de lenguas suaui son:
| GLOSA | 'Auhelawa      | Buhutu       | Bwanabwana    | Oya'oya    | Saliba    | Suau      | Wagawaga   | PROTO- SUAUI          |
| ----- | -------------- | ------------ | ------------- | ---------- | --------- | --------- | ---------- | --------------------- |
| 1     | ʔemosi/ eʔhebo | ʔesega       | kesega        | esega      | 'kɛsɛga   | ʔesega    | esega      | *ʔese-ga              |
| 2     | heʔalau/ bwau  | luwaga       | labui         | luaga      | 'lubui    | labuʔi    | luaga      | *labuʔi / *luwa(-ga)  |
| 3     | tonuga         | faihona      | yaiyona/ tolu | faihona    | 'haiyona  | haiyona   | faihona    | *faihona / *tolu(-ga) |
| 4     | vehepali       | fati         | esopali       | fati       | 'haːsi    | hasi      | fati       | *pati                 |
| 5     | nima           | faligigi     | valigigi      | nima ya    | 'haligigi | haligigi  | nima ya    | *faligigi / *nima     |
| 6     | 5+1            | 5+1          | 5+1           | 5+1        | 5+1       | 5+1       | 5+1        | *5+1                  |
| 7     | 5+2            | 5+2          | 5+2           | 5+2        | 5+2       | 5+2       | 5+2        | *5+2                  |
| 8     | 5+3            | 5+3          | 5+3           | 5+3        | 5+3       | 5+3       | 5+3        | *5+3                  |
| 9     | 5+4            | 5+4          | 5+4           | 5+4        | 5+4       | 5+4       | 5+4        | *5+4                  |
| 10    | nima bwau      | safuhudohudo | sanaulu       | nima luaga | saudɔudɔi | saudoudoi | nima luaga | *sa-(na-)fulu         |